# Dave Blunts
Dave Blunts (bürgerlich Davion Blessing; * 1. Juli 2001 in Salt Lake City, Utah) ist ein US-amerikanischer Rapper, Sänger und Songwriter. Bekanntheit erlangte er im Jahr 2024 durch virale Videos seiner Auftritte, bei denen er aufgrund gesundheitlicher Probleme ein Sauerstoffgerät verwendete. Als Songwriter arbeitete er unter anderem für Kanye West.

## Leben
Blessing wurde in Salt Lake City geboren und wuchs ab dem dritten Lebensjahr in Davenport, Iowa, auf. Er hat zwei Schwestern und einen Bruder. Sein Vater verstarb, als Blessing acht Jahre alt war. Im Jahr 2018 begann er, unter dem Künstlernamen Dave Blunts Musik auf Facebook zu veröffentlichen.

## Karriere
Nach anfänglichen Schwierigkeiten und dem Gedanken, die Musikkarriere aufzugeben, begann Blunts im Jahr 2024, Videos auf TikTok hochzuladen, was ihm schnell Popularität einbrachte. Sein Song „The Cup“ wurde im Juni 2024 veröffentlicht und entwickelte sich zu einem viralen Hit auf der Plattform.
Am 28. Juni 2024 erschien sein Debütalbum Well Dude Here’s My Thing. Im Oktober desselben Jahres folgte das zweite Album If I Could I Would. Sein drittes Studioalbum You Can’t Say That wurde am 18. April 2025 veröffentlicht. Während eines Krankenhausaufenthalts im Mai 2025 veröffentlichte Blunts überraschend sein viertes Album Change or Get Changed auf SoundCloud.
Im November 2024 trat Blunts beim Juice Wrld Day in Chicago auf, einem Gedenkkonzert für den verstorbenen Rapper Juice WRLD. Während des Auftritts saß er auf einem Sofa und verwendete ein Sauerstoffgerät, was in den sozialen Medien für Aufsehen sorgte. In diesem Zusammenhang kritisierte er öffentlich Rapper Snoop Dogg für dessen vorherige Kommentare über sein Gewicht; Snoop Dogg entschuldigte sich später.
Blunts arbeitete mit Kanye West an dessen geplantem Album Cuck (ursprünglich WW3), das im Jahr 2025 erscheinen soll. West gab an, dass Blunts das gesamte Album geschrieben habe. Die Lyrics zeichneten sich durch die Verehrung von bekannten Nationalsozialisten, insbesondere Adolf Hitler, aus und wurden nach der Veröffentlichung folglich heftig kritisiert. Dave Blunts gab in diesem Zusammenhang an, primär Kanyes Geschichte und Leiden erzählen zu wollen und nicht die Ideologie der Nazis zu verherrlichen.

## Gesundheit
Blunts leidet unter Adipositas und wog im September 2024 etwa 600 Pfund (ca. 272 kg). Im Jahr 2023 erlitt er eine Herzinsuffizienz. Im Dezember 2024 kündigte er an, seine Gesundheit verbessern zu wollen, und warf symbolisch seinen charakteristischen lila Trainingsanzug weg. Kurz darauf erkrankte er an einer Grippe und wurde erneut ins Krankenhaus eingeliefert. Im März 2025 bot Kanye West ihm Unterstützung bei der Gewichtsreduktion durch die Vermittlung eines persönlichen Trainers an.

## Diskografie

### Studioalben
- Well Dude Here’s My Thing (28. Juni 2024)[13]
- If I Could I Would (18. Oktober 2024)[14]
- You Can’t Say That (18. April 2025)[15]
- Change or Get Changed (13. Mai 2025)[16]

### EPs
- Cabeza de Guapo (29. September 2020)[17]
- Hungry for Fame (30. Juni 2021)[18]
- Life Without Anosha (18. Februar 2022[19])
- Stranded in Mexico (17. Juni 2022)[20]
- Hopped the Border (8. September 2022)[21]
- Through the Oxygen (1. November 2022)[22]
- Illegal Immigrant (10. Februar 2023)[23]
- Green Card (22. Februar 2023)[24]
- Anybody Can Be Somebody’s Hero (15. Mai 2023)[25]
- From an IEP into the ICU (19. August 2023)[26]
- Bigger Than I Ever Was (13. Oktober 2023)[27]
- FTBZ (30. November 2023)[28]
- Jayce and His Undying Quest to Find His Dad (15. Dezember 2023)[29]
- You Are Not That Specia[30]l (1. Februar 2024)
- I Can Do What You Can Do[31] (7. März 2024)
- I Would Like to See You Try[32] (28. März 2024)